# Messages SWIFT
SWIFT, acronyme anglophone de Society for Worldwide Interbank Financial Telecommunication, fournit un réseau permettant à des institutions, financières ou non, d’échanger des messages relatifs à des transactions financières.
En 2012, le réseau SWIFT supporte trois standards de types de messages : SWIFT proprio sensu, ISO 15022 et ISO 20022.

## SWIFT MT
Les messages SWIFT sont composés de cinq blocs de données, possédant chacun un en-tête, un corps et un pied de message. Le type de message permet d’en identifier le contenu.
Tous les messages SWIFT contiennent le texte littéral "MT" (pour Message Type), suivi d’un nombre à 3 chiffres indiquant la catégorie, le groupe et le type du message. Prenons l’exemple suivant d’un ordre d’achat ou de vente via une tierce partie.

### Exemple: MT304
Le premier chiffre (3) indique la catégorie. Une catégorie regroupe l’ensemble des messages qui correspondent à des instruments financiers ou des services particuliers comme les métaux précieux (6), la trésorerie (3), ou les chèques de voyage (8). La catégorie numéro 3 correspond aux messages de trésorerie.
Le second chiffre (0) représente un groupe d’éléments faisant partie du cycle de vie d’une transaction. Le groupe numéro 0 correspond à un transfert d’une institution financière.
Le troisième chiffre (4) est le type du présent message. Sur l’ensemble des catégories, il existe plusieurs centaines de types de messages différents. Le type de message numéro 4 correspond à une notification.

### Catégories SWIFT MT
Voici un aperçu des catégories SWIFT MT (en anglais).
| Catégorie de message | Description                                          | Exemple                                      |
| -------------------- | ---------------------------------------------------- | -------------------------------------------- |
| MT1xy                | Customer Payments and Cheques                        | MT103 Single customer credit transfer        |
| MT2xy                | Financial Institution Transfers                      | MT202 General financial institution transfer |
| MT3xy                | Treasury Markets – FX, money markets and derivatives | MT300 Foreign exchange confirmation          |
| MT4xy                | Collection and Cash Letters                          | MT405 Clean collection                       |
| MT5xy                | Securities Markets                                   | MT541 Receive against payment                |
| MT6xy                | Treasury Markets – Precious Metals and Syndications  | MT600 Precious metal trade                   |
| MT7xy                | Documentary Credits and Guarantees                   | MT700 Issue of a documentary credit          |
| MT8xy                | Travellers Cheques                                   | MT800 TC sales & settlement advice           |
| MT9xy                | Cash Management and Customer Status                  | MT950 Statement                              |
| MTn9x                | Common group messages                                | MTn92 Request for cancellation               |
| MT0xy                | FIN system Messages                                  | MT020 Retrieval request (Text & History)     |

## ISO 15022 MT
Bien que les types de messages ISO 15022 aient une structure différente de celle des types de messages SWIFT MT, ils en conservent les conventions de nommage.

### Exemple: MT307
Comme pour les SWIFT MT, le premier chiffre définit la catégorie, et la catégorie numéro 3 correspond aux messages de trésorerie.
Comme pour les SWIFT MT, le second chiffre représente un groupe d’éléments faisant partie du cycle de vie d’une transaction. Le groupe numéro 0 correspond à un transfert d’une institution financière.
Le troisième chiffre (7) est le type du présent message. Ici, le type de message numéro 7 correspond à une notification (le SWIFT MT304 et l’ISO 15022 MT 307 sont équivalents mais ont été créés pour des groupes financiers différents qui utilisent des standards différents).
Ces messages sont générés avec MessagePro.

## ISO 20022 MX
Suivant le standard ISO 20022, ces types de messages s’expriment en utilisant la syntaxe XML, ce qui les rend plus flexibles et plus faciles à implémenter que les 2 autres standards de types de messages.
Actuellement, la syntaxe de ces types de messages est xyzw.nop.abc.de, où :
- xyzw est un code de 4 lettres identifiant le processus métier du message ;
- nop, un code de 3 lettres ou chiffres identifiant la fonctionnalité du message ;
- abc un code de 3 chiffres identifiant un variant particulier de fonctionnalité du message ;
- de un code de 2 chiffres identifiant la version.

Par exemple, TREA.001.001.02 signifie :
- TREA correspond à ‘Treasury’ ;
- 001 correspond à ‘NDF opening (notification)’ ;
- 001 correspond au variant ;
- 02 correspond à la version du format de message, en l’occurrence la version 2 du type ‘NDF opening’.

### Processus métiers standardisés
Voici les processus métiers standardisés par SWIFT pour les messages MX.
| Identificateur MX | Description                            |
| ----------------- | -------------------------------------- |
| acmt.xyz.abc.no   | Account Management                     |
| admi.xyz.abc.no   | Administration                         |
| auth.xyz.abc.no   | Authorities                            |
| caaa.xyz.abc.no   | Acceptor to Acquirer Card Transactions |
| camt.xyz.abc.no   | Cash Management                        |
| catm.xyz.abc.no   | Terminal Management                    |
| pacs.xyz.abc.no   | Payments Clearing and Settlement       |
| pain.xyz.abc.no   | Payments Initiation                    |
| reda.xyz.abc.no   | Reference Data                         |
| seev.xyz.abc.no   | Securities Events                      |
| semt.xyz.abc.no   | Securities Management                  |
| sese.xyz.abc.no   | Securities Settlement                  |
| setr.xyz.abc.no   | Securities Trade                       |
| trea.xyz.abc.no   | Treasury                               |
| tsin.xyz.abc.no   | Trade Services Initiation              |
| tsmt.xyz.abc.no   | Trade Services Management              |